# Passiflora tacanensis
Passiflora tacanensis är en passionsblomsväxtart som beskrevs av Port.-utl.. Passiflora tacanensis ingår i släktet passionsblommor, och familjen passionsblomsväxter. Inga underarter finns listade i Catalogue of Life.